# ГЭС Ломаум
ГЭС Ломаум — гидроэлектростанция в центральной части западной Анголы, в сотне километров восточнее Бенгелы. Находясь перед ГЭС Биопио, составляет верхнюю ступень в каскаде ГЭС на реке Катумбела, которая течёт в широтном направлении и впадает в Атлантический океан к северу ГЭС.
Станцию построили в 1959—1964 годах, когда Ангола ещё находилась под португальским колониальным управлением. В рамках проекта реку перекрыли бетонной плотиной высотой 20 метров и длиной 250 метров, которая образовала небольшое водохранилище с площадью поверхности 0,28 км2 и объемом 0,7 млн м3.
От водохранилища по левобережью следует деривационный тоннель длиной 1,6 км, переходящий в напорный водовод длиной 0,7 км. Машинный зал изначально оборудовали тремя турбинами типа Фрэнсис — двумя мощностью по 10 МВт и одной в 15 МВт. Отработанная вода сразу возвращается в реку.
18 января 1983 повстанческая организация УНИТА осуществила нападение на ГЭС Ломаум, после которой ГЭС потребовался серьёзный ремонт, на который в 1987 Португалия пообещала выделить 140 млн долларов США.
В 2016 году станцию ввели в эксплуатацию после реконструкции, которая сопровождалась наращиванием мощности. Теперь она оборудована четырьмя турбинами — двумя по 10 МВт и двумя по 15 МВт. Также рассматривается проект увеличения мощности до 140 МВт.